# La Queue-en-Brie
La Queue-en-Brie település Franciaországban, Val-de-Marne megyében. Lakosainak száma 12 074 fő (2022. január 1.). La Queue-en-Brie Le Plessis-Trévise, Santeny, Lésigny, Pontault-Combault, Chennevières-sur-Marne, Noiseau, Ormesson-sur-Marne és Sucy-en-Brie községekkel határos.

## Népesség
A település népességének változása:
| Lakosok száma | 12 008 | 11 905 | 11 986 | 11 931 | 11 909 | 12 051 | 12 148 | 12 081 | 12 074 |
|               | 2013   | 2015   | 2016   | 2017   | 2018   | 2019   | 2020   | 2021   | 2022   |